# Maysville (Missouri)
Maysville è un comune degli Stati Uniti d'America, situato nello Stato del Missouri, nella contea di DeKalb, della quale è il capoluogo.